# Дев Атма
Дев Атма (настоящее имя Шив Нараян Агнихотри) (1850, Акбарпур, Индия — 1929, Лахор, Пакистан) — индийский философ, общественный деятель, создатель системы философского натурализма. Свою философскую систему мыслитель назвал «Дев дхарма» («возвышенное учение»).
В 1901 году в целях просвещения создал в Пенджабе женскую школу, позднее ставшую колледжем.
Согласно мыслителю, природа является единственной объективной реальностью. Она неразрушима и не имеет ни начала, ни конца. Теоретические принципы системы сложились уже к концу 19 века. Окончательно система натурализма Дев Атмы оформилась в первом десятилетии 20 века. Для пропаганды своего учения издавал журнал «Дживан патх» на хинди.Одним из наиболее активных последователей Дев Атмы во второй половине 20 века был индийский учёный С. П. Канал (Kanal S. P.).